# 靖西市
靖西市是中国广西壮族自治区百色市代管的一个县级市。总面积为3322平方公里，市人民政府駐新靖镇新华街339号。

## 行政区划
靖西市下辖11个镇、8个乡：
新靖镇、化峒镇、湖润镇、安德镇、龙临镇、渠洋镇、岳圩镇、龙邦镇、禄峒镇、武平镇、地州镇、同德乡、壬庄乡、安宁乡、南坡乡、吞盘乡、果乐乡、新甲乡和魁圩乡。

## 历史沿革
秦始皇三十三年（前214年）秦兵取岭南，置桂林、南海、象三郡，今境内属象郡，郡治临尘（在今崇左县境）。秦末代理南海尉赵佗兼并三郡，建立南越国，县地属南越国。
汉武帝元鼎六年（前111年）平定南越，今县境属益州刺史部南部柯郡句町县地。蜀汉建兴三年（225年）今县境属蜀汉益州南部兴古郡句町县地。晋武帝太康元年（280年）今县境西晋时属宁州兴古郡句町县地，东晋时废句町县。
南朝（420-589年）宋今县境属宁州兴古郡，南朝齐复置句町县地，今县境兴古郡句町县地，南朝梁大宝后废句町县，今县境兴古郡南朝陈时今县地属北朝后周南宁州，州治味县（在今云南曲靖县）。
隋大定元年（581年）今县境属南宁州总管府地（郡级政区）治所味县（今在云南省曲靖县）。
唐开元二年（714年）今县东境始置归淳州，隶邕州都督府，府治宣化（在今广西南宁市）。
贞元十二年（796年）西境始置安德州，隶安南都督府，府治宋平（越南河内）。元和初（公元806年），归淳州更名归顺州。
五代十国（907～960年）今县境属南汉兴王府，治所番禺（今广州市），县东部置温州，西部置安德州，均隶邕州建武节度使。
宋太祖开宝四年（971年）实行土司制度，至道三年（997年）置广南东路和广南西路。今县境属西路邕州，州置宜化（今广西南宁市），县境东部置温弄州；中部置顺安州；西南部置归化州；西部置安德州均隶邕州。景炎二年（1277年）江西广信府广丰县人张天宗起兵抗元失败，率众南来顺安州贡峒，更名顺安峒。元至元十六年南宋灭，今县境属湖广行中书省；至正二十三年（1363年）从湖广南部地区分置广西行中书省，今中部置归顺州，东境置温州，隶镇安路，路治感驮岩（在今那坡境内）；西境置安德州，隶来安路，路置奉劝议州（在今田阳县境）。
明洪武元年（1368年）元朝灭亡，广西行中书省改为广西布政使司（洪武九年改承宣布政司），镇安路改为镇安府，府治从感驮岩移至冻州（在今德保县境）；明初废归顺州、安德州入顺安峒；弘治九年（1496年）10月，岑氏土官率兵有功，升顺安峒为归顺土州，仍隶镇安府；
嘉靖四年（1525年）直隶广西布政司属思恩府（府治在今武明县）；四十年（1561年）温州降为寨，更名为湖润，改属南宁府。清顺治十八年（1661年、南明永历十五年）明朝灭亡，统一全国，今县境置归顺土州，初隶思恩府，雍正七年（1729年）改土归流，因去思恩遥隔，复隶镇安府。乾隆十一年（1746年）湖润寨土巡检故绝，改土归流属归顺州；光绪十二年（1886年）归顺州升归顺直隶州，属太平思顺道，道治今龙州县，小镇安厅改为镇边县，与下雷土州原属镇安府，均属归顺直隶州。
民国元年（1912年）6月废归顺州，置归顺府；镇边县改隶省，湖润巡检裁销改为团，下雷土州改设弹压，均属归顺府；2年6月废归顺府置靖西县，以旧城名靖城与位广西西部而名，初隶镇南道（道治今龙州县），15年废道为区；16年下雷土州归并雷平县（今属大新县）；19年冬广西划为十二区民团指挥部，靖西为第十区，区治靖西县；21年6月又将十二个民团区并为民团六个区，靖西隶龙州区；22年7月增设天保民团区，靖西改隶天保区，区治天保县（今德保县境）；26年天保区民团指挥部移驻靖西县城，29年6月，民团指挥部改为广西第十一区行政督察专员兼保安司令公署；31年3月又改为广西第六区行政督察专员兼保安司令公署，辖靖西、天保、向都、镇结、龙茗、镇边、敬德等7县。
1949年12月13日，靖西县和平解放；1950年1月18日，靖西县人民政府成立，隶广西省龙州专区，专区设在龙州县，后迁崇左县，1952年8月改隶百色专区；1952年，壮族聚居的广西中部和西部，建立桂西壮族自治区，区治南宁市，辖邕宁、宜山、百色3个专区，靖西隶百色专区；1955年10月县人民政府改为县人民委员会；1956年桂西壮族自治区改为桂西僮族自治州，专区改为地区，靖西县隶百色地区，1958年1月地区改为专区；同年3月5日，广西僮族自治区成立，靖西隶百色专区，1971年专区改为地区，靖西县隶百色地区；
2002年11月，百色地区撤地设市，靖西县隶百色市。
2015年撤县设立县级市。

## 地理
靖西市位于广西壮族自治区西南部边境，地处北纬22°51′～23°34′，东经105°56′～106°48′之间。地势由西北向东南倾斜，略呈阶梯形态。靖西市属亚热带季风性石灰岩高原气候。
| 靖西 (1981−2010)     | 靖西 (1981−2010) | 靖西 (1981−2010) | 靖西 (1981−2010) | 靖西 (1981−2010) | 靖西 (1981−2010) | 靖西 (1981−2010) | 靖西 (1981−2010) | 靖西 (1981−2010) | 靖西 (1981−2010) | 靖西 (1981−2010) | 靖西 (1981−2010) | 靖西 (1981−2010) | 靖西 (1981−2010) |
| 月份                 | 1月              | 2月              | 3月              | 4月              | 5月              | 6月              | 7月              | 8月              | 9月              | 10月             | 11月             | 12月             | 全年             |
| -------------------- | ---------------- | ---------------- | ---------------- | ---------------- | ---------------- | ---------------- | ---------------- | ---------------- | ---------------- | ---------------- | ---------------- | ---------------- | ---------------- |
| 平均高温 °C（°F）    | 15.2 (59.4)      | 17.0 (62.6)      | 20.6 (69.1)      | 25.0 (77.0)      | 27.5 (81.5)      | 29.0 (84.2)      | 29.3 (84.7)      | 29.5 (85.1)      | 28.1 (82.6)      | 25.0 (77.0)      | 21.4 (70.5)      | 17.6 (63.7)      | 23.8 (74.8)      |
| 日均气温 °C（°F）    | 11.5 (52.7)      | 13.3 (55.9)      | 16.5 (61.7)      | 20.7 (69.3)      | 23.3 (73.9)      | 24.9 (76.8)      | 25.2 (77.4)      | 25.0 (77.0)      | 23.3 (73.9)      | 20.5 (68.9)      | 16.7 (62.1)      | 12.8 (55.0)      | 19.5 (67.1)      |
| 平均低温 °C（°F）    | 8.8 (47.8)       | 10.6 (51.1)      | 13.6 (56.5)      | 17.5 (63.5)      | 20.1 (68.2)      | 22.0 (71.6)      | 22.5 (72.5)      | 22.0 (71.6)      | 20.0 (68.0)      | 17.4 (63.3)      | 13.4 (56.1)      | 9.4 (48.9)       | 16.4 (61.6)      |
| 平均降水量 mm（）    | 37.8 (1.49)      | 34.3 (1.35)      | 52.5 (2.07)      | 80.4 (3.17)      | 192.3 (7.57)     | 304.7 (12.00)    | 327.1 (12.88)    | 281.5 (11.08)    | 159.2 (6.27)     | 86.6 (3.41)      | 51.9 (2.04)      | 26.0 (1.02)      | 1,634.3 (64.35)  |
| 平均相對濕度（％）   | 79               | 80               | 79               | 77               | 78               | 81               | 82               | 83               | 80               | 77               | 76               | 75               | 79               |
| 来源：中国气象数据网 |                  |                  |                  |                  |                  |                  |                  |                  |                  |                  |                  |                  |                  |

## 人口
根据第七次人口普查数据，截至2020年11月1日零时，靖西市常住人口为489163人。
壮族人口占全市总人口比例达99%以上。

## 交通
- 银百高速、 合那高速、 212国道、 219国道、 323国道、 359国道
- 靖西站：德靖鐵路

## 风景名胜
- 通靈大峽谷
- 龍潭水庫
- 金山、銀山
- 鵝泉
- 愛布瀑布